# Astra A-100
Astra A-100 — это испанский самозарядный пистолет, производившийся компанией Astra-Unceta y Cia SA с 1990 года.
В Соединённых Штатах его распространяла компания European American Armory (EAA). А-100 также известен как «Пантера», поскольку пистолет импортировался в США компанией Springfield Armory, и на некоторых образцах эта маркировка имеется на левой стороне затвора. Конструкция A-100 представляет собой дальнейшее развитие более ранних моделей Astra A-80 и A-90.
Первоначально A-80 был разработан на базе SIG P220.

## Конструкция
А-100 — это пистолет, использующий автоматику отдачи при коротком ходе ствола по типу Браунинга. Система запирания аналогична Browning Hi-Power или CZ-75 с запирающими выступами в верхней части ствола, которые сопрягаются с выступами на затворе. Функции предохранителя пистолета включают ручной рычаг спуска курка, блокировку ударника и предохранитель курка. У A-100 отсутствует ручной предохранитель, а для выстрела ему требуется только намеренное нажатие на спусковой крючок. В этом он похож на серию пистолетов SIG P22X. Спусковой крючок двойного действия относительно длинный и тяжёлый, что исключает необходимость в предохранителе, поскольку вероятность непреднамеренного выстрела мала.
A-100 напоминает SIG P228 и имеет схожие общие размеры и габариты, но имеет несколько отличий, наиболее заметным из которых является расположение рычага разборки/снятия с правой стороны рамки (с точки зрения стрелка) по сравнению с конструкцией SIG, в которой он расположен слева. А-100 также немного тяжелее SIG из-за своей полностью стальной конструкции. Кроме того, контур патронника у A-100, видимый при полностью отведённом вперед затворе, закруглён, тогда как у SIG он квадратный. Конфигурация курка также отличается: у A-100 он закруглённый, с отверстием для темляка, а у SIG — более традиционный шпорцевый курок. Магазины пистолетов A-100 и SIG не взаимозаменяемы, однако многие кобуры, изготовленные для SIG P229/228, вполне подходят для A-100.
Различные пистолеты серии А-80, А-90 и А-100 безуспешно выдвигались на конкурсы в качестве претендентов на испанские военные контракты, начиная с 1970-х годов. Политическая партия «Ливанские силы» назвала А-80, А-90 и А-100 среди многих самозарядных пистолетов, используемых членами этой организации.